# Polypodium hesperium
Polypodium hesperium är en stensöteväxtart som beskrevs av William Ralph Maxon. Polypodium hesperium ingår i släktet Polypodium och familjen Polypodiaceae. Inga underarter finns listade.

## Bildgalleri

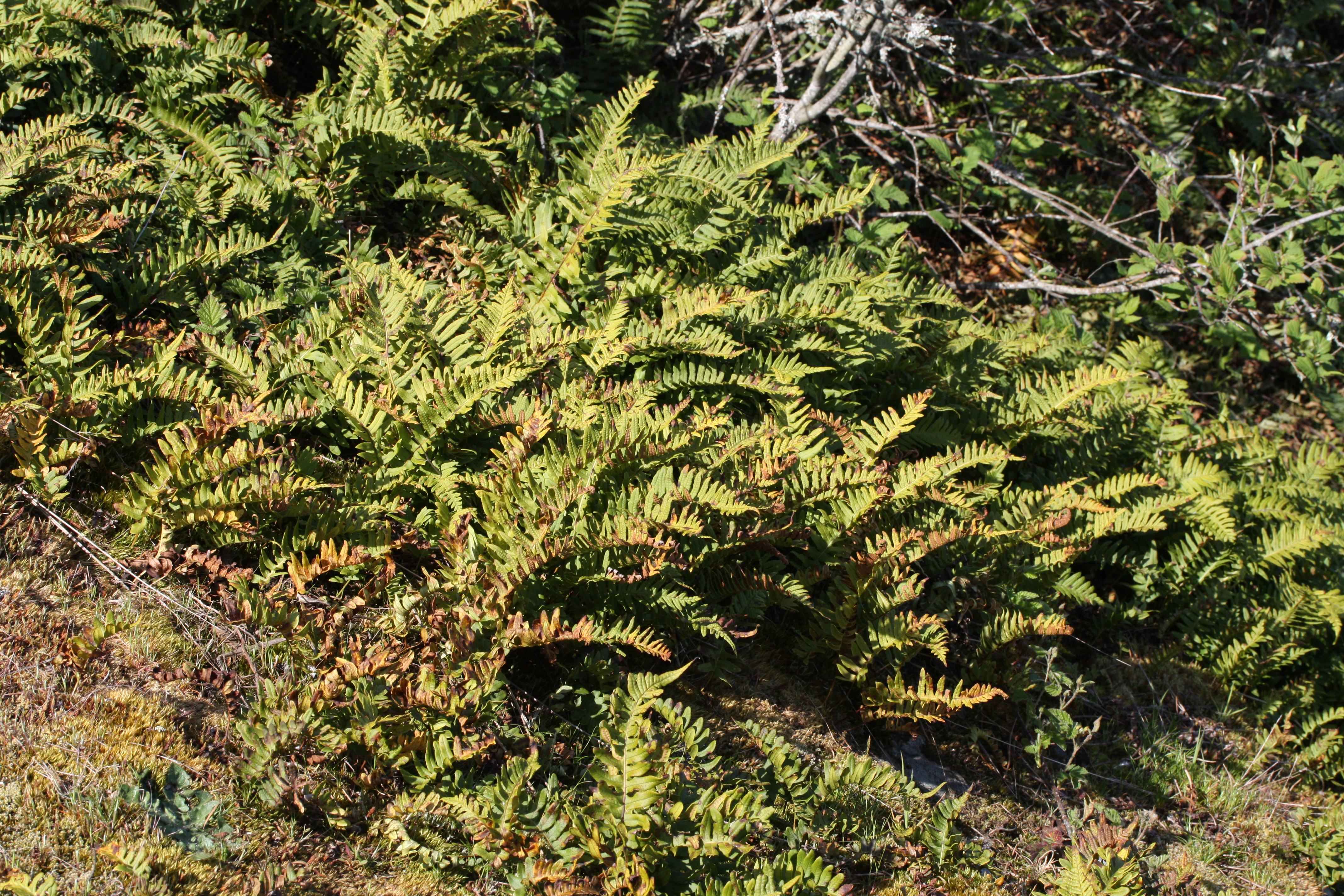
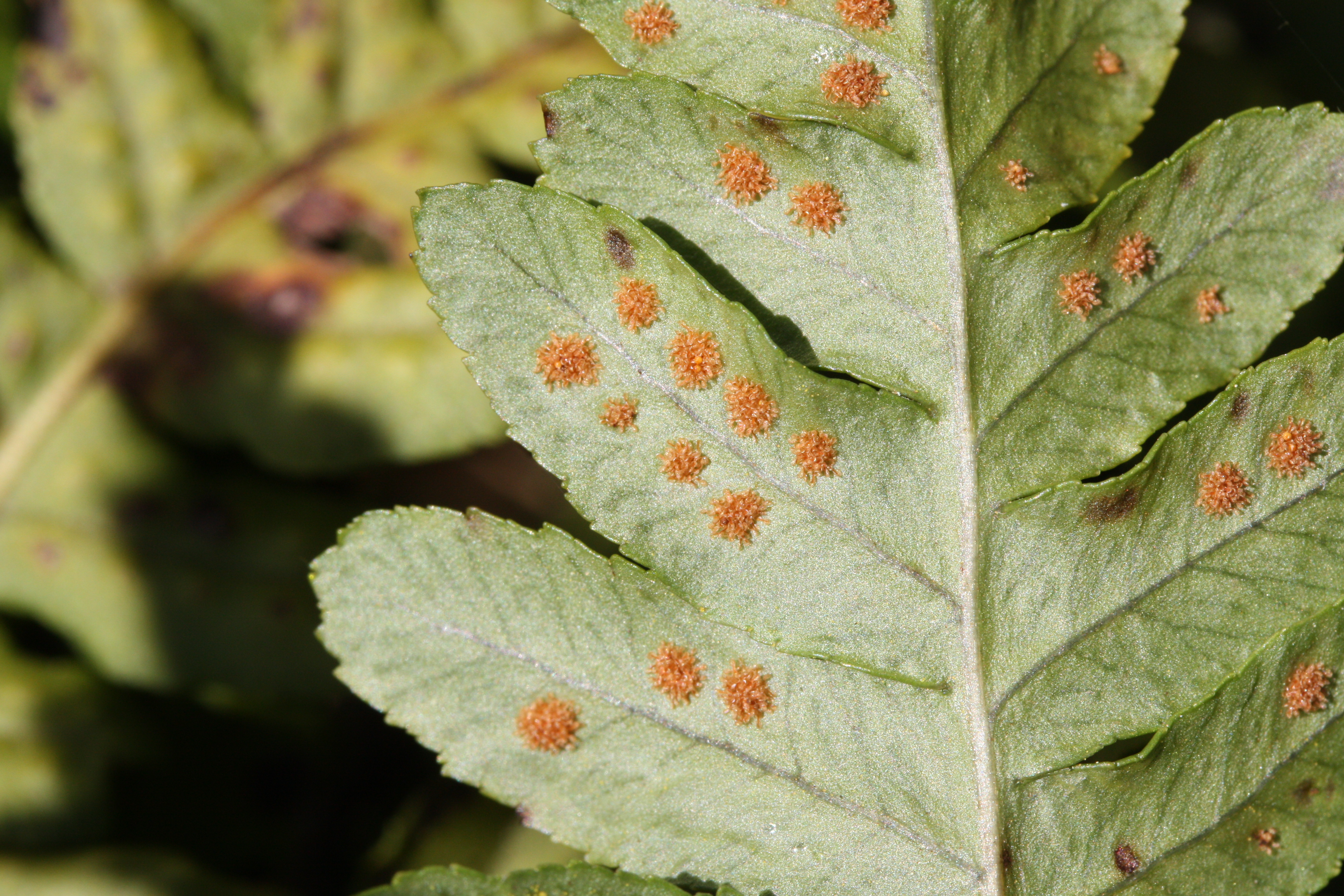
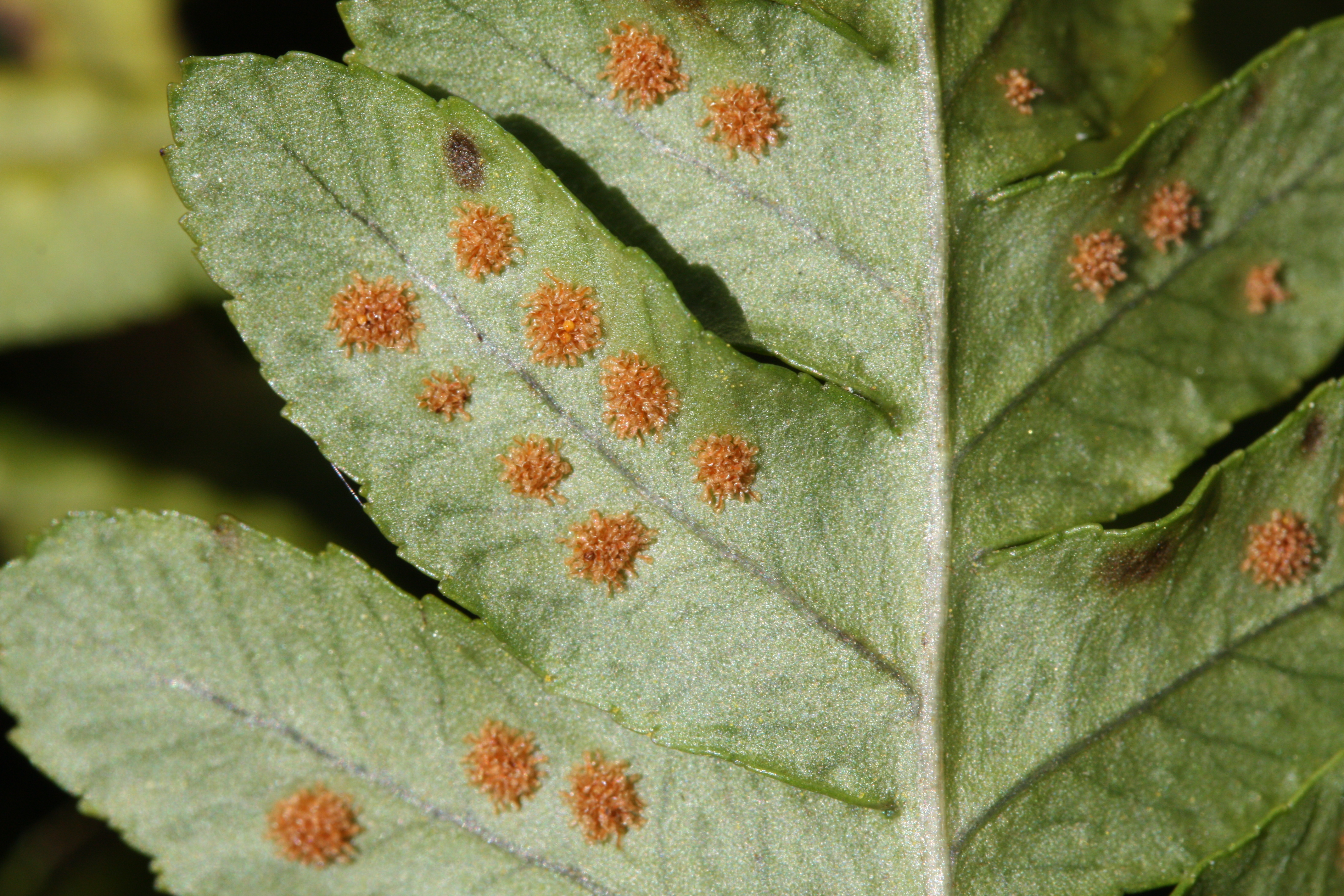
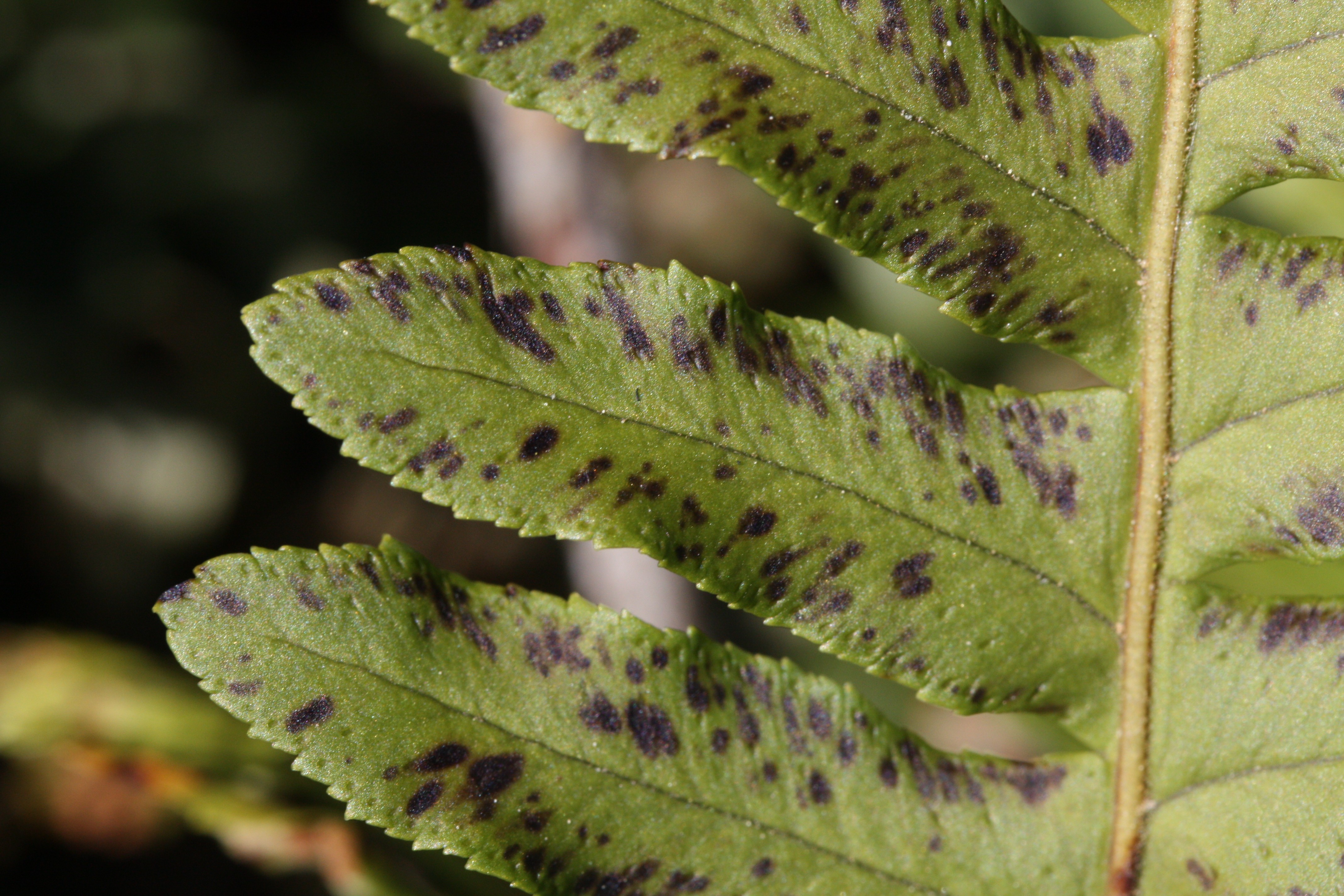
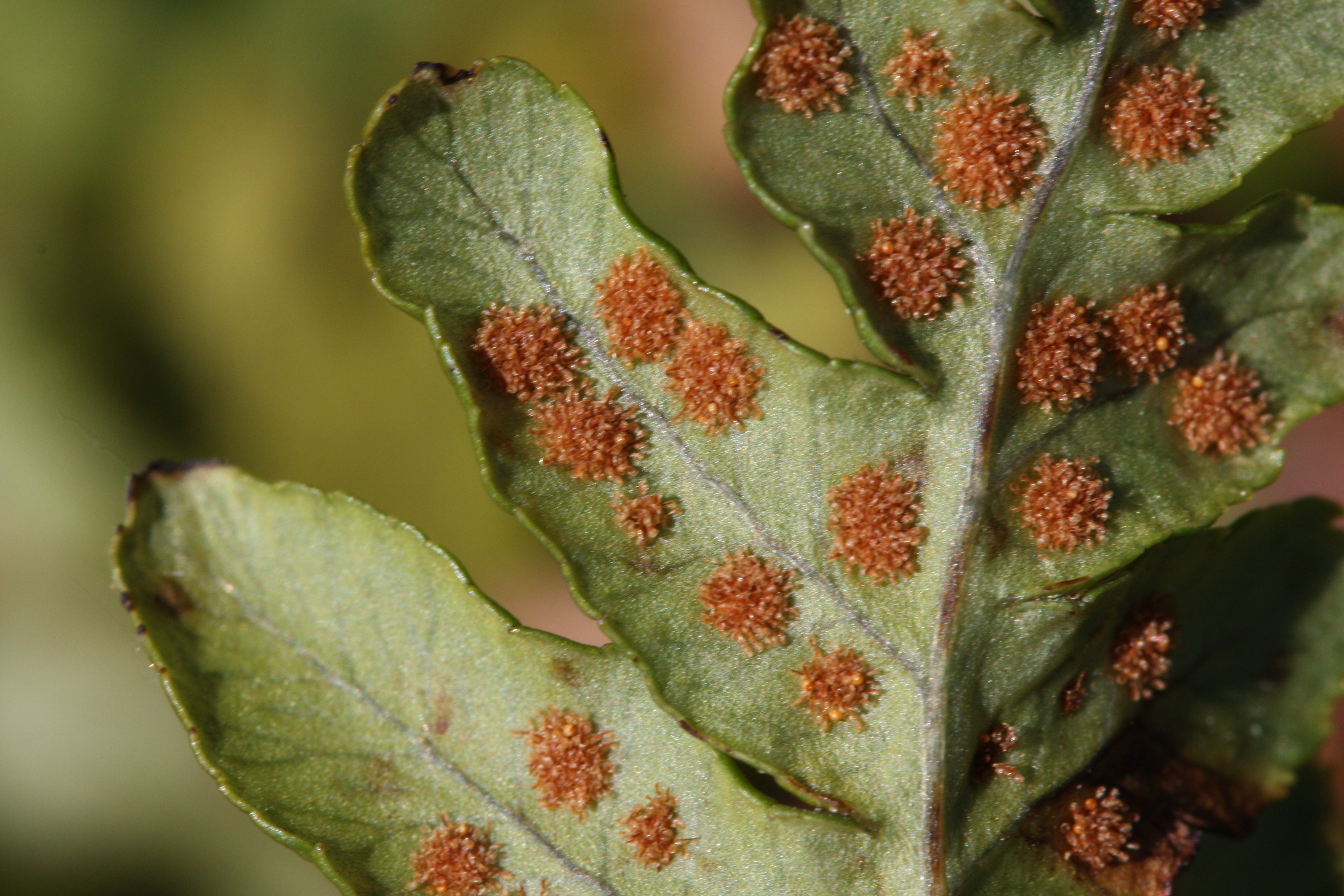
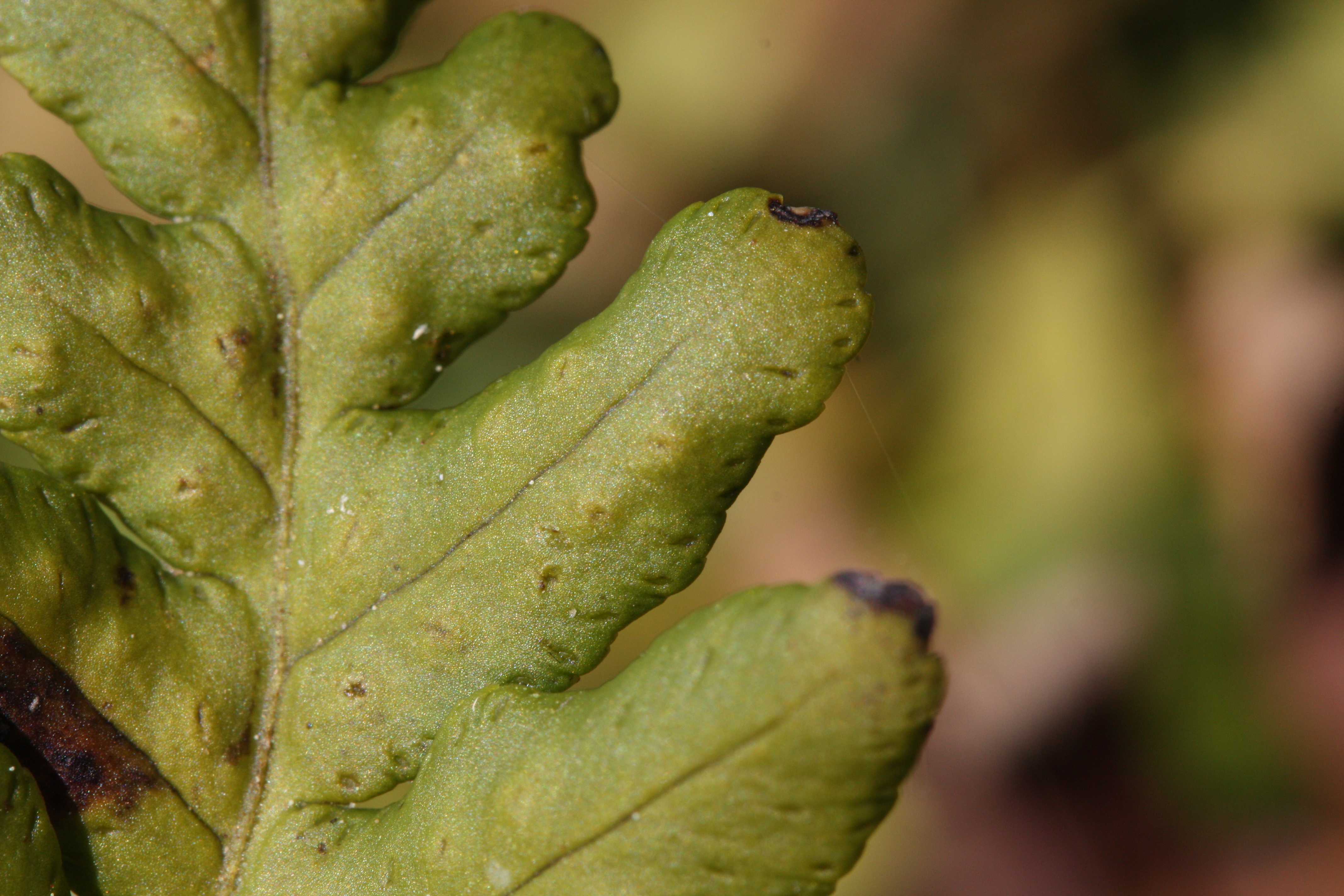